# Mövlud Mirəliyev
Mövlud Mirəliyev, né le 27 février 1974, est un judoka azéri évoluant dans la catégorie des moins de 100 kg (poids mi-lourds).

## Biographie
Le judoka remporte une première récompense au niveau international à l'occasion des championnats du monde 2003. L'Azéri y décroche la médaille de bronze en toutes catégories. Il s'était auparavant signalé par plusieurs places d'honneur dans des tournois de coupe du monde en Europe de l'Est. En 2004, Miraliyev participe aux Jeux olympiques d'Athènes, les premiers de sa carrière. Battu d'entrée par le Néerlandais Elco van der Geest, il passe avec succès les repêchages et se qualifie pour le combat pour la médaille de bronze qu'il perd contre l'Allemand Michael Jurack. Quatre ans plus tard à Pékin, Miraliyev réalise un parcours similaire jusqu'au combat pour la troisième qu'il remporte face au Polonais Przemyslaw Matyjasz.

## Palmarès

### Jeux olympiques
- Jeux olympiques de 2008 à Pékin (Chine) :
  -  Médaille de bronze en moins de 100 kg (poids mi-lourds).

### Championnats du monde
- Championnats du monde 2003 à Osaka (Japon) :
  -  Médaille de bronze en toutes catégories.